# Atlantisch orkaanseizoen 1740-1749
Hoewel data niet voor iedere voorgekomen storm beschikbaar zijn uit het Atlantisch orkaanseizoen 1740-1749, waren sommige delen van de kustlijn bevolkt genoeg om betrouwbare gegevens te verzamelen over de waargenomen orkanen. Elk seizoen was een jaarlijkse cyclus van tropische cycloon-formaties in de Atlantisch stroomgebied. De meest tropische cycloonformaties vonden plaats tussen 1 juni en 30 november.

## Stormen
| Jaar | Locatie                            | Datum                   | Dodental     | Schade/Opmerkingen                          |
| ---- | ---------------------------------- | ----------------------- | ------------ | ------------------------------------------- |
| 1740 | Puerto Rico                        | 11 - 12 september       | onbekend     | 2 schepen verwoest                          |
| 1740 | Louisiana                          | 23 september            | onbekend     | Stad La Balize verwoest                     |
| 1742 | Maagdeneilanden, Puerto Rico       | 27 - 28 oktober         | onbekend     | 2 schepen verloren                          |
| 1743 | Jamaica                            | 20 oktober              | groot aantal | onbekend                                    |
| 1744 | Jamaica                            | 31 oktober - 1 november | 182          | onbekend                                    |
| 1746 | Caribische Zee                     | onbekend                | onbekend     | 13 schepen verwoest                         |
| 1747 | Virginia                           | 15 september            | 50+          |                                             |
| 1747 | North Carolina, Massachusetts      | 8 oktober               | Veel         | 7 schepen verwoest                          |
| 1749 | North Carolina, Virginia, Maryland | 19 oktober              | 1 familie    | £30,000, overstromingen en schade aan bomen |